# Bec-esmolat
El bec-esmolat (Oxyruncus cristatus) és una espècie d'ocell de la família dels titírids (Tityridae). És l'únic membre del gènere monotípic Oxyruncus. Es distribueix de forma discontínua per les zones muntanyoses tropicals de l'Amèrica del Sud, arribant fins al sud d'Amèrica Central (Panamà i Costa Rica). És especialment abundant al sud-est del Brasil i als tepuis del massís de les Guaianes. Els seus hàbitats són els boscos tropicals i subtropicals de frondoses humits. El seu estat de conservació es considera de risc mínim.
Com el seu nom indica, té un bec recte i punxegut, que li dona el seu nom comú.